# Diócesis de Chitré
La diócesis de Chitré (en latín: Dioecesis Citrensis) es una circunscripción eclesiástica de la Iglesia católica en Panamá. Se trata de una diócesis latina, sufragánea de la arquidiócesis de Panamá. Desde el 25 de abril de 2013 su obispo es Rafael Valdivieso Miranda.

## Territorio y organización
La diócesis tiene 6150 km² y extiende su jurisdicción sobre los fieles católicos de rito latino residentes en las provincias de Herrera y Los Santos.
La sede de la diócesis se encuentra en la ciudad de Chitré, en donde se halla la Catedral de San Juan Bautista.
En 2021 en la diócesis existían 23 parroquias agrupadas en 4 zonas pastorales.

## Historia
La diócesis fue erigida el 21 de julio de 1962 con la bula Danielis prophetia del papa Juan XXIII, obteniendo el territorio de la arquidiócesis de Panamá.

## Estadísticas
Según el Anuario Pontificio 2022 la diócesis tenía a fines de 2021 un total de 186 200 fieles bautizados.
| Año                                                                             | Población            | Población | Población      | Sacerdotes | Sacerdotes    | Sacerdotes    | Bautizados por sacerdote | Diáconos permanentes | Religiosos | Religiosos | Parroquias |
| Año                                                                             | Bautizados católicos | Total     | % de católicos | Total      | Clero secular | Clero regular | Bautizados por sacerdote | Diáconos permanentes | Varones    | Mujeres    | Parroquias |
| ------------------------------------------------------------------------------- | -------------------- | --------- | -------------- | ---------- | ------------- | ------------- | ------------------------ | -------------------- | ---------- | ---------- | ---------- |
| 1966                                                                            | 140 000              | 141 000   | 99.3           | 16         | 11            | 5             | 8750                     |                      | 5          |            | 13         |
| 1970                                                                            | 138 500              | 144 000   | 96.2           | 19         | 12            | 7             | 7289                     |                      | 7          |            | 15         |
| 1976                                                                            | 151 500              | 152 000   | 99.7           | 14         | 9             | 5             | 10 821                   |                      | 9          | 6          | 14         |
| 1980                                                                            | 155 000              | 158 000   | 98.1           | 15         | 9             | 6             | 10 333                   |                      | 10         | 3          | 14         |
| 1990                                                                            | 163 000              | 166 000   | 98.2           | 20         | 12            | 8             | 8150                     |                      | 8          | 9          | 14         |
| 1999                                                                            | 176 190              | 181 919   | 96.9           | 23         | 16            | 7             | 7660                     |                      | 7          | 24         | 16         |
| 2000                                                                            | 173 096              | 183 096   | 94.5           | 23         | 16            | 7             | 7525                     |                      | 7          | 34         | 17         |
| 2002                                                                            | 175 700              | 185 960   | 94.5           | 31         | 24            | 7             | 5667                     |                      | 7          | 27         | 21         |
| 2003                                                                            | 183 000              | 212 600   | 86.1           | 32         | 25            | 7             | 5718                     |                      | 7          | 27         | 21         |
| 2004                                                                            | 180 970              | 185 960   | 97.3           | 36         | 29            | 7             | 5026                     | 3                    | 7          | 29         | 22         |
| 2006                                                                            | 182 000              | 189 000   | 96.3           | 36         | 32            | 4             | 5055                     | 3                    | 4          | 26         | 22         |
| 2013                                                                            | 210 000              | 214 000   | 98.1           | 32         | 28            | 4             | 6562                     |                      | 6          | 30         | 22         |
| 2016                                                                            | 181 582              | 213 625   | 85.0           | 36         | 34            | 2             | 5043                     | 3                    | 2          | 37         | 23         |
| 2019                                                                            | 185 430              | 218 154   | 85.0           | 35         | 29            | 6             | 5298                     | 4                    | 6          | 23         | 23         |
| 2021                                                                            | 186 200              | 219 850   | 84.7           | 34         | 29            | 5             | 5476                     | 3                    | 5          | 22         | 23         |
| Fuente: Catholic-Hierarchy, que a su vez toma los datos del Anuario Pontificio. |                      |           |                |            |               |               |                          |                      |            |            |            |

## Episcopologio
- José María Carrizo Villarreal † (21 de enero de 1963-29 de octubre de 1994 retirado)
- José Luis Lacunza Maestrojuán, O.A.R. (29 de octubre de 1994-2 de julio de 1999 nombrado obispo de David)
- Fernando Torres Durán † (2 de julio de 1999-25 de abril de 2013 retirado)
- Rafael Valdivieso Miranda, desde el 25 de abril de 2013